# 陳建平
陳建平，台灣政治人物，中國國民黨籍，前立法委員。出身高雄陳家，為陳田錨次子。

## 經歷
- 第二屆高雄市南區立法委員
- 萬眾傳播事業股份有限公司（萬眾有線電視）董事長
- 大眾商業銀行顧問
- 中國國民黨立法院黨團副書記長
- 大眾商業銀行執行長
- 大眾商業銀行董事長
- 元大商業銀行副董事長
- 鏡電視董事長，董事，證實關於裴偉之錄音為真[1]。

## 外部連結
立法院－立法委員陳建平簡介 （页面存档备份，存于）